# ダグラス C-1

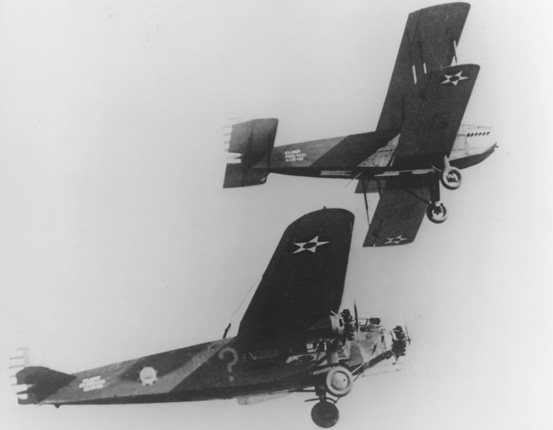
クエスチョンマーク号 (下方)に給油するダグラス C-1 (上方)

ダグラス C-1（Douglas C-1）は1925年にアメリカ陸軍航空隊向けにダグラス・エアクラフトが製作した輸送機である。最初に輸送機にC記号がつけられた航空機で、ダグラス DWCなどの1920年代のダグラスの航空機の設計の流れにある航空機である。6人の乗客または2,500ポンドの荷物が搭載できた。胴体下部にドアがあり、航空エンジンなどの大きな荷物を直接荷物室に収納できた。乗客や軽い荷物用の補助ドアは胴体右側中央にあった。
エンジンはリバティ L-12で、2人の乗員は開放式のコックピットで操縦した。何機かのC-1はエンジンのテスト・ベッドなどの試験用に用いられた。救急用機や初期の空中給油実験の給油機に改造された。
1929年のフォッカーC-2、「クエスチョンマーク号」の長距離記録飛行の給油機として2機のC-1が使用された。
1926年から1927年の間に通常のC-1より若干大きなサイズのC-1Cが17機製作された。